# Prjamicyno
Prjamicyno (in russo Прямицыно?) è un insediamento di tipo urbano della Russia europea, nell'oblast' di Kursk; è il centro amministrativo del distretto Oktjabr'skij.
Si trova sulla riva sinistra del fiume Sejm (affluente della Desna), 20 km a sud-ovest di Kursk.